# 르손
르손은 구약성경 열왕기상에 나오는 아람의 왕이다. 엘리아다의 아들인 그는 자신의 주인이자 초바의 왕인 하닷에셀로부터 도망쳐 있다가, 다윗 왕이 소바 사람을 죽일 때 르손이 사람을 모아 다메섹에 가서 살다가 왕이 되었다. 그후 르손은 솔로몬 왕의 대적자가 되었다.